# Willi Abendschön

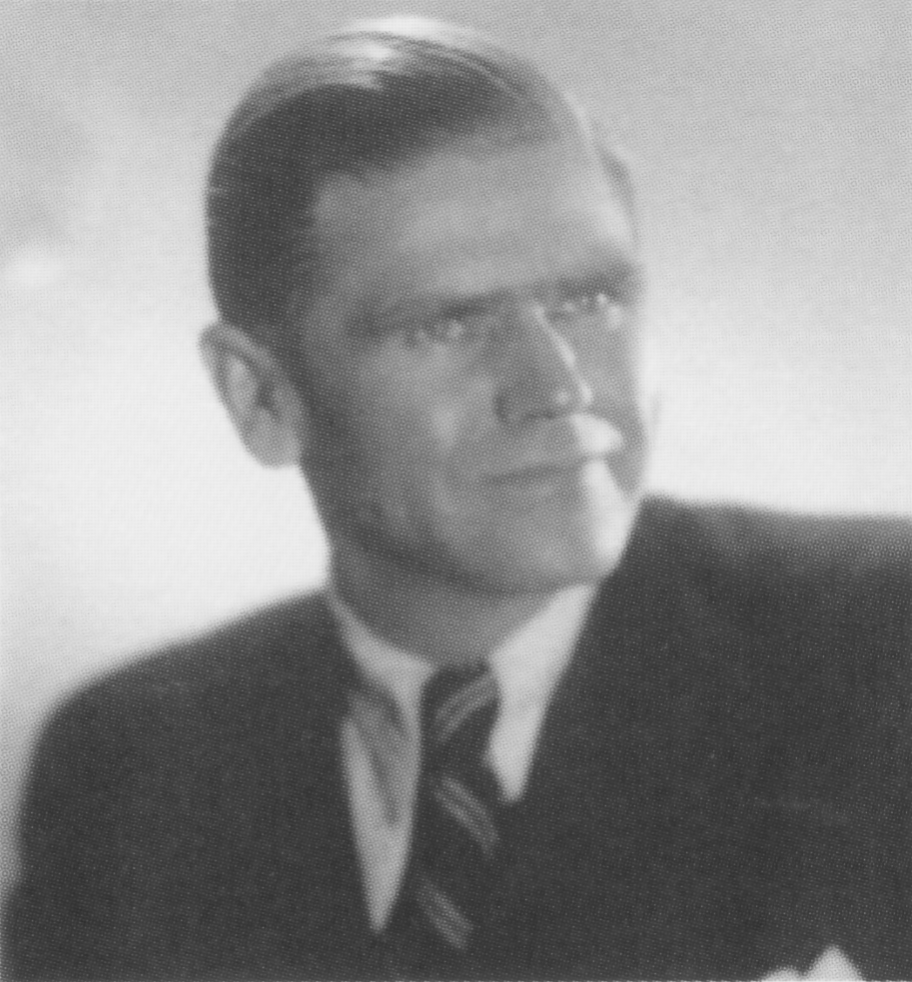
Willi Abendschön, vor 1946

Willi Abendschön (* 28. Juli 1905 in Mannheim; † 21. September 1946 in Prag) war ein deutscher Gestapo-Beamter, der an der Aufspürung der Attentäter des stellvertretenden Reichsprotektors in Böhmen und Mähren Reinhard Heydrich beteiligt war. Abendschön war Leiter der Aktion in Pardubice.

## Leben
Willi Abendschön wurde als Sohn des Metallschleifers August Abendschön und dessen Ehefrau, Luise Abendschön, geb. Dimmig, geboren. Nach dem Besuch der Volksschule erlernte er 1917 den Beruf des Kaufmanns an einer Bank. Er brach die Lehre aber ab und wurde Matrose bei der Reederei Linden. 1924 wechselte Abendschön zur badischen Polizeischule Karlsruhe und 1925 zur Polizeischule Mannheim. Im Jahre 1927 schied er auf eigenen Wunsch aus dem Polizeidienst aus und kehrte danach zur Rheinschifffahrt zurück. Aus seiner am 15. September 1928 geschlossenen Ehe gingen sieben Kinder hervor, von denen die ersten vier in Karlsruhe und die letzten drei in Prag geboren wurden. Abendschön war 1929/30 arbeitslos. Die Familie lebte bei der Mutter und bezog Fürsorgegelder. Im Karlsruher „Gloria-Palast“ begann Willi Abendschön am 1. Oktober 1931 als Portier, wo er aber im März 1933 entlassen wurde. Er bewarb sich bei der Polizei, wurde im Polizeipräsidium eingestellt und zur Geheimen Staatspolizei abgeordnet. So kam er auch Anfang April 1935 in die bereits 1933 durch das badische Innenministerium beschlagnahmte Villa Reiss an der Gartenstraße in Karlsruhe, wo er in der Abteilung III E als Spionagesachbearbeiter eingesetzt wurde. U. a. wertete Kriminalsekretär Abendschön Fahndungsblätter der großen Gestapoämter aus.
Willi Abendschön trat zum 7. März 1933 der SS bei (SS-Nummer 103.151), in der er zuletzt den Rang eines SS-Untersturmführers erreichte, und zum 1. Mai 1933 folgte der Eintritt in die NSDAP (Mitgliedsnummer 1.895.803).

Die Meldung der deutschen Besatzungsbehörden über ihr Massaker in der deutschen Zeitung Der Neue Tag, Prag, 25. Juni 1942

Nach der Besetzung der Tschechoslowakei arbeitete er als Kriminalsekretär bei der Prager Gestapo-Leitstelle, aber auch in den Gestapo-Außendienststellen Tábor, Klatovy und Pilsen. Abendschön bearbeitete ab Herbst 1939, als der Zweite Weltkrieg ausbrach, Landesverratssachen und überprüfte die V-Männer der Abwehrstelle Prag. Später war er in der Abteilung III (Abwehr) in der Spionageabwehr der Angriffsländer USA, Großbritannien, Schweiz, Frankreich, Nah-Ost, Ägypten und der nordischen Staaten tätig. Im Sommer 1941 leitete er unter dem Decknamen „Grossmann“ das Referat „Wehrnachrichten“. Im Zeitraum Oktober 1941 bis März 1942 deckte Abendschön den Topagenten und Hauptvertrauensmann der Abwehrstelle Prag, Paul Thümmel, und dessen tschechischen Verbindungsoffizier Stabskapitän Václav Morávek auf und wurde im Juni 1942, nach der Aufklärung des Attentates auf Reinhard Heydrich, als der hervorragendste Mitarbeiter der Prager Gestapo bei der Aufdeckung der Fallschirmorganisation bezeichnet. Er leitete schließlich die Aktion in Pardubice, bei der am 24. Juni 1942 alle erwachsenen Einwohner von Ležáky ermordet wurden. Ferner ermittelte er in dem Zuge den Hauptmann und Gruppenführer Alfréd Bartoš, den Kommandeur der Operation Silver A, und wurde dafür zum Kriminalobersekretär befördert.
Ab Sommer 1944 war Willi Abendschön Stellvertreter des Leiters im Referat IV N (Nachrichten- und Agentenwesen) in einem getarnten Geschäft auf dem Grundstück Stephansgasse 63 (heute Štepánská ulice 63).
Abendschön wurde im Mai 1945 während des Prager Aufstandes in der Stadt von Aufständischen, hauptsächlich Mitarbeitern von Lucernafilm, direkt im Büro der Prager Firma festgesetzt. Im Mai 1945 wurde er von den tschechischen Behörden dem sowjetischen Militärgeheimdienst SMERSch überantwortet. Am 21. Juni 1945 wurde Willi Abendschön aufgrund von Artikel 58-4 und 58-11 des Strafgesetzbuches der RSFSR vom Sowjetischen Militärtribunal (SMT) der 4. Ukrainischen Front zum Tode durch Erschießen verurteilt. Der Vorwurf lautete, entsprechend einer damals allgemeingültigen Formulierung: Unterstützung der internationalen Bourgeoisie und Mitgliedschaft in einer konterrevolutionären Organisation, Kriminalobersekretär in der Gestapoleitstelle Prag. Das Präsidium des Obersten Sowjets der UdSSR lehnte die Begnadigung am 4. August 1945 ab. Das Urteil wurde am 21. September 1946 vollstreckt. Abendschön wurde mit dem Kriminalangestellten Werner Drees (1913–1946) und dem SS-Hauptscharführer Otto Gall (1902–1946) verurteilt und hingerichtet.